# Moisej Ivanovič Karpenko
Moisej Ivanovič Karpenko (rusko Моисей Иванович Карпенко), ruski general, * 1775, † 1854.
Bil je eden izmed pomembnejših generalov, ki so se borili med Napoleonovo invazijo na Rusijo; posledično je bil njegov portret dodan v Vojaško galerijo Zimskega dvorca.

## Življenje
Leta 1790 je vstopil v Tavričeski grenadiski polk, s katerim se je udeležil poljskih kampanj leta 1792 in 1794; 22. septembra 1794 je bil povišan v zastavnika. 
Leta 1807 se je udeležil bojev proti Francozom v Vzhodni Prusiji, nato pa je v letih 1808-09 sodeloval v bojih proti Švedom; v slednji vojni je postal začasni poveljnik 26. lovskega polka, potem ko je bil poveljnik ranjen. 
30. avgusta 1809 je bil povišan v polkovnika in 12. aprila 1810 je postal poveljnik 26. lovskega polka. 19. oktobra istega leta pa je bil imenovan za poveljnika 1. lovskega polka; slednji je bil aprila 1824 zaradi zaslug preimenovan v 1. grenadirski lovski polk. Med bitko pri Borodinu se je izkazal, tako da je bil 21. novembra 1812 povišan v generalmajorja. 
Po vojni je postal poveljnik 3. brigade 1. grenadirske divizije, nato pa je 6. januarja 1816 postal poveljnik 3. brigade 5. pehotne divizije. 5. decembra 1816 je bil upokojen zaradi starih ran.
30. avgusta 1839 pa je bil ponovno aktiviran. 6. decembra 1840 je bil povišan v generalporočnika in imenovan za poveljnika 2. pehotne divizije, kateri je poveljeval naslednja štiri leta. Leta 1844 je postal poveljnik trdnjave Zamoste. Med 25. marcem 1849 in 1851 je bil član generalnega avditoriata, nakar se je dokončno upokojil zaradi slabega zdravja.